# Richard Warwick
Pour les articles homonymes, voir Warwick.
Richard Warwick, est le nom de scène de Richard Carey Winter, un acteur britannique né le 29 avril 1945 à Meopham (Angleterre) et mort le 16 décembre 1997 à Londres du sida.

## Filmographie

### Cinéma
- 1968 : Roméo et Juliette (Romeo and Juliet) : Gregory
- 1968 : If.... : Wallace
- 1969 : L'Ultime Garçonnière (The Bed Sitting Room) de Richard Lester : Allan

- 1970 : The Breaking of Bumbo : Bumbo Bailey
- 1970 : Erste Liebe : Lt. Belovzorov
- 1971 : Nicolas et Alexandra (Nicholas and Alexandra) : le grand-duc Dimitri
- 1972 : Alice au pays des merveilles (Alice's Adventures in Wonderland) : le 7 de pique
- 1975 : Confessions of a Pop Performer : Petal (Kipper)
- 1976 : Sebastiane : Justin
- 1978 : Sarah (International Velvet) de Bryan Forbes : Tim
- 1978 : Mannen i skuggan : Tornilla
- 1979 : The Tempest : Antonio

- 1982 : Où est passée mon idole? (My Favorite Year) : le directeur technique
- 1984 : Johnny le dangereux (Johnny Dangerously) : le prisonnier

- 1990 : Chasseur blanc, cœur noir (White Hunter Black Heart) : Basil Fields
- 1990 : Hamlet : Bernardo
- 1996 : Jane Eyre : John

### Télévision
- 1968 : Your Name's Not God, It's Edgar : Trevor
- 1969 : The First Churchills : Francis Godolphin
- 1969 : The English Boy
- 1969 : The Vortex : Nicky Lancaster
- 1971 : Le Dernier des Mohicans (The Last of the Mohicans) : Uncas
- 1971-1972 : Please Sir! : David Ffitchett-Brown
- 1972 : The Shadow of the Tower : Perkin Warbeck
- 1991 : The Lost Language of Cranes : Frank